# Psoralea ensifolia
Psoralea ensifolia är en ärtväxtart som först beskrevs av Maarten Willem Houttuyn, och fick sitt nu gällande namn av Elmer Drew Merrill. Psoralea ensifolia ingår i släktet Psoralea och familjen ärtväxter. Inga underarter finns listade i Catalogue of Life.